# Binär (logik)
Binär används i matematiken dels i betydelsen tvåvärd, dels i betydelsen tvåställig.
Tvåvärd avser en egenskap som endast kan ha två möjliga värden; ja/nej, på/av eller 1/0 till exempel. 
I elektroniska kretsar låter man oftast två olika spänningsnivåer representera de binära siffrorna 1 och 0, eftersom konstruktionen blir enklare med endast två lägen att särskilja, och aritmetiken enklare att hantera. Att talen som hanteras blir längre (än motsvarande decimala tal) kompenseras av snabbheten i de elektroniska beräkningarna.
Binär används också vardagligt inom datorterminologin för binärfil.
En binär relation (eller ibland en funktion) med två argument kallas binär eller tvåställig. De flesta allmänt bekanta relationerna är binära.
Inom krigsvetenskapen talar man om binära stridsgaser. Det är sådana kemiska vapen som består av två skilda, var för sig harmlösa gaser, som när de blandas genast ger upphov till en farlig produkt. Sådana vapen är förbjudna enligt Genèvekonventionerna om krigets lagar, men icke desto mindre har de använts av krigsherrar, som åsidosatt Genèvekonventionerna.